# Sphaceloma ixorae
Sphaceloma ixorae är en svampart som beskrevs av Thirum. & Naras. 1970. Sphaceloma ixorae ingår i släktet Sphaceloma och familjen Elsinoaceae.   Inga underarter finns listade i Catalogue of Life.